# Список бронетехники Германской империи

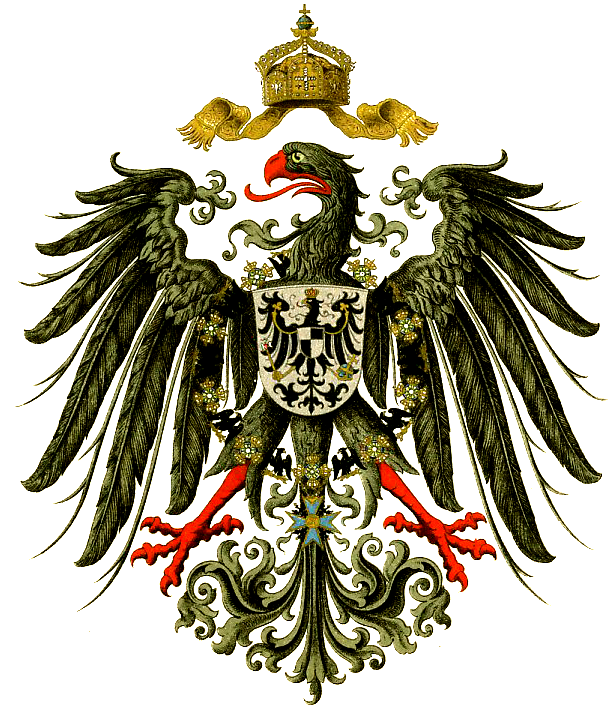
Малый герб Германской империи

В данный список входят наиболее известные образцы бронетехники Германской империи, разработанные для Германской имперской армии в период с 1890 года до ноября 1918 года. Также в это список входят образцы бронетехники, созданные в Австро-Венгрии и предтеча танков — Fahrpanzer.
Сведения о многих образцах германской и австрийской бронетехники в ряде случаев весьма скупы или отсутствуют полностью.

## Бронеавтомобили

### Пулемётные и пушечные
| Обозначение                      | Изображение             | Годы разработки | Годы производства | Кол-во, шт.  | Краткое описание |
| -------------------------------- | ----------------------- | --------------- | ----------------- | ------------ | --- |
| Fahrpanzer                       |                         | конец 1880-х    | 1890 — около 1900 | не менее 300 | Fahrpanzer (сокращение от нем. Fahrbare Panzerlafette, буквально — «Самоходный бронелафет») — башенная артиллерийская установка, ранний вариант САУ. Известен также под именами 5,3 см L/24 Fahrpanzer Gruson и Бронекаретка Шумана (нем. Schumann Panzerlafette/Fahrpanzer). В условиях «окопной войны» эффективным оружием была бронетехника. Во время Первой мировой войны существовали образцы бронетехники с конной тягой. Такое устройство было способно вести огонь по неприятелю прямой наводкой невзирая на ответный огонь из стрелкового оружия. Образцы имелись в распоряжении германской армии. Такое устройство в отличие от тачанки было предназначено для стрельбы из артиллерийского окопа, защищавшего уязвимые части подвески и бронедверцу. Устройство могло быть разборным, и подвеска могла быть убрана после установки оного в укрытие. |
| Romfell                          |                         | 1914 — 1915     | 1915 — после 1919 | более 2      | Серийный пулемётный бронеавтомобиль, производившийся Австро-Венгрией в годы Первой Мировой войны. Использовался Балканском фронте, Русском фронтах. Первый «Ромфелль» попал на Итальянском фронте в составе подразделения K.u.K. Panzerautozug No.1, куда также входили два броневика Junovicz, один трофейный итальянский Lancia IZM и oдин трофейный русский «Остин» первой серии. Один из «Ромфеллей» попал в Румынию, где использовался армией этой страны. |
| Мариенваген II (бронеавтомобиль) |                         | 1918            | 1918 — 1919       | около 10     | Первый германский полугусеничный бронеавтомобиль (тяжёлый по массе), созданный на базе артиллерийского тягача Marienwagen II вскоре после окончания Первой мировой. Выпущен небольшой серией, предположительно в 10 машин. В Первую Мировую войну они не использовались (их просто не успели выпустить). Они использовались для подавления революций в Германии в 1919 году. |
| Austro-Daimler Panzerwagen       |                         | 1904 — 1905     | 1905              | 1 опытный    | Пулемётный бронеавтомобиль вооружённых сил Австро-Венгрии. Один из первых бронеавтомобилей мира. Разработан в 1904—1905 годах инженерами фирмы Austro-Daimler во главе с Паулем Даймлером. Опытный экземпляр построен в 1905 году. Бронеавтомобиль имел ряд весьма передовых для своего времени инженерно-технических решений, однако в ходе манёвров Австро-Венгерской армии произвёл плохое впечатление на военных и императора и не был принят на вооружение. |
| Büssing A5P                      |                         | 1915 — 1916     | 1916              | 1 опытный    | Пулемётный бронеавтомобиль фирмы Bussing. Из-за недоверия к нему военных, в серийное производство он не поступил. Единственный образец А5Р в конце 1916 года отправили на Восточный фронт. Он некоторое время участвовал в боях в Румынии, а в 1918 году бронеавтомобиль перебросили на Украину. Вплоть до начала 1919 года А5Р находился на оккупированной территории, пока из Германии не поступил приказ об эвакуации войск. В виду невозможности эвакуировать всю технику бронеавтомобильному взводу пришлось бросить часть машин в Николаеве, предварительно полностью выведя их из строя. По всей видимости, такая участь постигла и А5Р, поскольку в числе бронемашин, достигших Кавказа (откуда немецкие войска были отправлены в Европу), он не значился.                                                                                            |
| Daimler model 1915               |                         | 1914 — 1915     | 1915              | 1 опытный    | Пулемётный бронеавтомобиль Panzerkampfwagen Daimler в серийное производство не поступил, ввиду низких ходовых и оборонных характеристик. Единственный прототип Panzerkampfwagen Daimler был отправлен на Восточный фронт, где поступил в распоряжение Panzerkampfwagen-MG-Abteilug 1 — по немецким данным его использование продолжалось с 1916 по 1919 год. О дальнейшей судьбе этой машины информация расходится, но есть все основания полагать, что Panzerkampfwagen Daimler М1915 был потерян в ходе боёв в Прибалтике. |
| Ehrhardt E/V-4                   |                         | 1915            | 1915 — 1919       | более 40     | Пулемётный бронеавтомобиль Германской империи и Веймарской республики. Использовался в боях на Восточном фронте и для поддержания порядка внутри самой Германии. Один из броневиков E/V-4 образца 1917 года захвачен РККА в бою под Козинкой.1918 г. и воевал на Украине.Сохранилась фотография E/V-4 образца 1915 года, захваченного Донской армией 16 сентября 1918 года в деревне Варламовка |
| Junovicz P.A.1                   | Изображение отсутствует | 1915            | 1915              | 1 опытный    | Пулемётный бронеавтомобиль на шасси грузовика, разработанный в Австро-Венгрии. Проект был признан неудачным, а опытный экземпляр отправился на Восточный фронт. Дальнейшая судьба неизвестна. |
| Opel halbgepanzerter Wagen       | Изображение отсутствует | 1905 — 1906     | 1906              | 1 опытный    | Пулемётный бронеавтомобиль, представленный в 1906 году фирмой Opel. Для постройки этой машины, сейчас известной под названием Opel halbgepanzerter Wagen было использовано шасси обычного легкового автомобиля с колёсной формулой 4х2, на который устанавливался открытый сверху бронированный корпус, защищавший только экипаж. Вооружение, состоявшее из одного пулемёта, размещалось в носовой части, справа от водителя. Немецкое командование не проявило особого интереса к машине фирмы Opel, главным образом из-за недоверия к новому виду техники, что в итоге оставило этот бронеавтомобиль в единственном экземпляре. Дальнейшая судьба неизвестна. |

### Зенитные
| Обозначение              | Изображение                | Годы разработки | Годы производства | Кол-во, шт.    | Краткое описание |
| ------------------------ | -------------------------- | --------------- | ----------------- | -------------- | --- |
| Daimler 5,7cm FlaK       | Изображение отсутствует    | 1908 — 1909     | 1909              | 1 опытный      | Немецкий зенитный бронеавтомобиль (возник на семь лет раньше русского"Остина". Его испытания успешно прошли в 1909 году, однако руководство немецкой армии отнеслось к этой машине весьма прохладно. Тогда Генеральный штаб предпочёл ограничиться обычными орудиями на конной и механизированной тяге, посчитав бронемашины ненадёжным и излишне дорогим средством. |
| Ehrhardt M1906           | Изображение отсутствует    | 1905 — 1906     | 1906              | Не известно    | Проект Австро-Венгерского зенитного бронеавтомобиля, представленный в 1906 году. Его отклонили ввиду недоверия к новым видам бронетехники. Дальнейшая судьба неизвестна. |
| Ehrhardt 5cm BaK         | Изображение отсутствует    | 1906 — 1908     | 1908              | 1 опытный      | Испытания зенитной САУ, получившей название Panzerkampfwagen Ehrhardt 5cm BaK, начались в 1908 году. В целом, машина понравилась военным, но в 1909 году работы над ней прекратили в пользу более совершенной модели фирмы Daimler. |
| Krupp-Daimler 7,7cm FlaK |                            | 1914            | 1914 — 1918       | более 30 машин | Немецкий зенитный бронеавтомобиль, разработанный в 1914 году фирмой Krupp-Daimler. На Западном фронте план блицкрига провалился и Германский Генштаб стал больше внимания уделять разработкам бронеавтомобилей. В конце 1914 года командованием Германской армии был сделан заказ на партию таких машин. Они использовались на Западном и Восточном фронтах, а также в Прибалтике. Несколько бронемашин было захвачено русскими войсками и использовались в боях с Германией. На сегодняшний день ни одного экземпляра не сохранилось. |
| Marienwagen II Flak      | Изображение не сохранилось |                 | Неизвестно        | Неизвестно     | Проект модернизированного «Мариенвагена II», с установленным на него зенитным орудием. Сведений о нём практически неизвестно. |

## Танки

### Реализованные
| Обозначение | Изображение | Годы разработки | Годы производства | Кол-во, шт. | Краткое описание |
| ----------- | ----------- | --------------- | ----------------- | ----------- | --- |
| A7V         |             | 1916 — 1917     | 1917 — 1918       | 20          | Первый серийный танк Германии. Все выпущенные во время Первой мировой войны танки, были направлены на Западный фронт, где зарекомендовали себя с противоречивой стороны: их хорошее вооружение и бронирование позволяло им успешно бороться с танками противника, а низкая подвижность и слабая ходовая часть делали его уязвимым. Позднее они были сданы на металлолом. |
| Dür-Wagen   |             | 1916 — 1917     | 1917—1918         | 10          | В 1916 года морское министерство Германии выдало заказ на постройку бронированного внедорожного транспортера для транспортировки тяжелой артиллерии и амуниции. По сути, гусеничная машина, разработанный фирмой Durkoppwerke из Билефельда, представляла собой обычное шасси с бронированным корпусом. Согласно моде того времени шасси было многоколесным, с равными по диаметру ведущими и направляющими колесами. Транспортер оснащался карбюраторным двигателем мощностью 80 л.с. (без дифференциала), установленным в кормовой части. Испытания транспортера, названного Dur-Wagen, прошли в 1917 года. Закупочная комиссия оказалась недовольна его слабой защитой и невысокими ходовыми данными, однако из-за острой потребности в машинах подобного типа был выдан заказ на 10 экземпляров. Все они были переданы в эксплуатацию и до конца войны использовались в качестве обычных транспортеров. |
| Lk II       |             | 1918            | 1918              | около 25    | Lk II был развития LK I с той же планировкой, но включающих вращающуюся башню на задней надстройкой, вооруженную 37-мм пушкой Крупп. Его броня была 8 до 14 мм толщиной, которая увеличила общий вес до 8,75 тонн. Версия вооружена одним или двумя 7.92mm Максим 08/15 пулеметами также была запланирована, но продвинулась не дальше, чем проект. Только два прототипа были произведены в июне 1918 года, и последовали заказы на 580 танков, которые так и не были завершены. Один из них сохранился до наших дней. |
| LK I        |             | 1917 — 1918     | 1918              | 1 прототип  | Немецкий лёгкий танк времён Первой мировой войны. Создан на базе автомобильного шасси фирмы «Даймлер», вследствие чего машина выполнена по стандартной автомобильной схеме: двигатель находится в передней части корпуса, а ведущая ось монтируется в задней. В середине 1918 года был выпущен единственный прототип. Сведений о его дальнейшей судьбе неизвестна. Сразу же после создания прототипа LK.I были начаты работы по его совершенствованию. В июне 1918 года была построена новая модификация — лёгкий танк LK.II. Немецкая армия заказала 580 машин, из которых было произведено только два прототипа. |

### Нереализованные или частично реализованные
| Обозначение                    | Изображение             | Годы разработки | Годы производства | Кол-во, шт.                                                                                    | Краткое описание |
| ------------------------------ | ----------------------- | --------------- | ----------------- | ---------------------------------------------------------------------------------------------- | --- |
| K-Wagen                        |                         | 1917 —1918      | 1918              | 1 недостроенный, частично был построен 2 экземпляр                                             | Немецкий сверхтяжёлый танк времён Первой мировой войны. Из-за его большой массы и огромного размера он представлял из себя не танк, а «подвижной форт». По окончании войны недостроенные экземпляры были уничтожены. |
| A7VU                           |                         | 1917 — 1918     | 1918              | 1 прототип                                                                                     | Немецким танк Первой мировой войны, разработанный Йозефом Фолмером, инженером в транспортном отделе Главного управления немецкой армии. Танк A7VU Sturmpanzerwagen разработан в середине 1918 года на базе трактора 'Нolt' (Хольт), при использовании опыта разработки модели A7V Sturmpanzerwagen, продолжением которой A7VU и является. A7V показал свою низкую боеспособность в боях в Санкт Kentin 21 марта 1918 года и Viler бахрома — Sashi 21 апреля того же года. Для увеличения точности огня и уменьшения численности экипажа вооружение установлено в двух бортовых спонсонах. Было улучшено шасси. По сути A7VU по конструкции похож на британские танки серии Mk, но имеет немного большие размеры. Германское министерство обороны заказало 20 танков компании Daimler. Был построен лишь один прототип, который чуть позже был отдан на металлолом. |
| Sturmpanzerwagen Oberschlesien |                         | 1917 — 1918     | Не производился   | Не реализован в металле                                                                        | Немецкий экспериментальный танк периода Первой мировой войны. Танк имел ряд весьма прогрессивных конструкторских решений, однако из-за поражения Германии в войне проект так и не был реализован в металле. |
| Marienwagen I                  | Изображение отсутствует | 1914 — 1917     | 1917              | 1 или 2 прототипа                                                                              | Четырех-гусеничный тяжелый бронеавтомобиль времен Первой мировой. Проектирование началось в 1916 под предводительством инженера Хьюго Бремера. Однако, после постройки и испытаний проект был закрыт, а прототип был разобран на металл. |
| Lk III                         | Изображение отсутствует | 1917 — 1918     | Не производился   | Не реализован в металле                                                                        | Перспективный проект легкого танка появился перед окончанием Первой мировой войны. Ведь конструкция танков LK (Leichte Kampfwagen) явилась своего рода компромиссом между желанием создать эффективный боевой танк и необходимостью максимально использовать уже имеющиеся шасси автомобилей. Осенью 1918 года, буквально за несколько месяцев до конца 1-й Мировой войны, коллектив инженеров под руководством конструктора Йозефа Фолльмера представил проект новой боевой машины, конструкция которой основывалась шасси на недавно построенного LK-II. Улучшенный вариант LK-II мог бы стать хорошим танком на службе армии Германской империи, но Ноябрьская революция и окончание Первой мировой войны поставили крест на этих разработках. |
| Lk Krupp                       | Изображение отсутствует | 1917 — 1918     | Не производился   | 1 незаконченный прототип                                                                       | Легкий танк Германской империи в период Первой мировой войны. Работа над ним началась в 1917 году. Проект был поручен группе Раузенберга. Постройка прототипа началась в 1918 году и длилась долго. Полуготовый образец испытали 13 июня 1918 года, однако после его сравнения с LK II выбор был сделан в пользу группы Фольмера. Заказ на выпуск LK Krupp был аннулирован. |
| Orion-Wagen                    |                         | 1916 — 1917     | Не производился   | Был изготовлен незаконченный прототип, который, однако, практически не двигался самостоятельно | Легкий экспериментальный танк Германской империи времен Первой Мировой войны. В конце 1916 года был собран 1 прототип этого танка. Всего было изготовлено 29 штук, 16 из которых использовались как транспортировщики. В 1917 году был разработан Orion-Wagen II. |
| Trefass-Wagen                  | Изображение отсутствует | 1917            | Не производился   | Частично был построен 1 прототип, доведённый до ходового состояния                             | Первый прототип был построен к 1 февраля 1917 года и проходил испытания до конца марта. Его ходовые характеристики оказались существенно ниже, чем у Mk.I, а по огневой мощи он был не намного сильнее обычного бронеавтомобиля. Обобщив эти данные германское военное министерство отказалось от дальнейшей поддержки проекта Trefass-Wagen, сосредоточив основные усилия на танке A7V. Никому не нужный колесный танк ещё несколько месяцев простоял без движения и в октябре 1917 года его разобрали на металл. |
| Landkreuzer                    | Изображение отсутствует | 1915 — 1917     | 1917              | 1 прототип                                                                                     | В 1915 году, когда в Великобритании уже стартовала танковая программа, немецкий инженер предложил второй проект, на этот раз на гусеничном ходу. Представленная коммерческой комиссии модель танка Landpanzerkreuzer оказалась слишком маломощной, чтобы произвести положительное впечатление. От неё сразу же отказались, но Гобле вскоре построил третью демонстрационную модель. Очередной «сухопутный крейсер» обладал ходовой частью с одной гусеницей, как у танка конструкции Пороховщикова. Корпус собирался из стальных листов, по бортам соединявшихся под острым углом. Носовая и хвостовая часть была заострена наподобие тарана, чтобы танк мог легче преодолевать проволочные заграждения. В мае 1917 года Landpanzerkreuzer был представлен на ходовые испытания, закончившиеся для Гобле очередным провалом. Армия больше не желала тратить деньги на проекты, не имеющие практической пользы, тем более что в это время начались работы по полноценному танку Sturmpanzerwagen A7V, поэтому от услуг Гобле решили отказаться. История с третьим «сухопутным крейсером» окончательно завершилась в июне 1917 г. Инженеру помог германский кронпринц, услышавший о тщетных попытках довести Landpanzerkreuzer до ума. Именно он распорядился организовать повторную демонстрацию, для которой Гобле полностью переделал ходовую часть, отказавшись от одной гусеницы и заменив её огромными роликами. Впрочем, и этот вариант оказался невостребованным армией, хотя по расчетам Гобле, если бы Landpanzerkreuzer был построен в натуральную величину, танк мог иметь длину 118 футов (36 метров), высоту 17 футов (5,18 м) и массу порядка 550 тонн! Толщина брони составляла 4 дюйма (10,16 см). |